# Desa Genteng (administrativ by i Indonesien, Jawa Barat, lat -6,98, long 108,33)
Desa Genteng är en administrativ by i Indonesien.   Den ligger i provinsen Jawa Barat, i den västra delen av landet, 180 km sydost om huvudstaden Jakarta.